# Jardin botanique tropical Fairchild
Le Jardin botanique tropical Fairchild (en anglais : Fairchild Tropical Botanic Garden) est un jardin botanique de 34 hectares, situé en Floride, au sud de Miami, dans la ville de Coral Gables, comté de Miami-Dade.
Le jardin présente d'importantes collections de plantes tropicales rares, comme des palmiers, des cycas, des arbres à fleurs.
Le nom du jardin rend hommage au botaniste et voyageur américain David Grandison Fairchild (1869-1954), ami du créateur des lieux, Robert H. Montgomery (1872–1953).
Le jardin a été établi en 1936, inauguré par le botaniste Liberty Hyde Bailey et ouvert au public, deux ans plus tard.

## Photographies

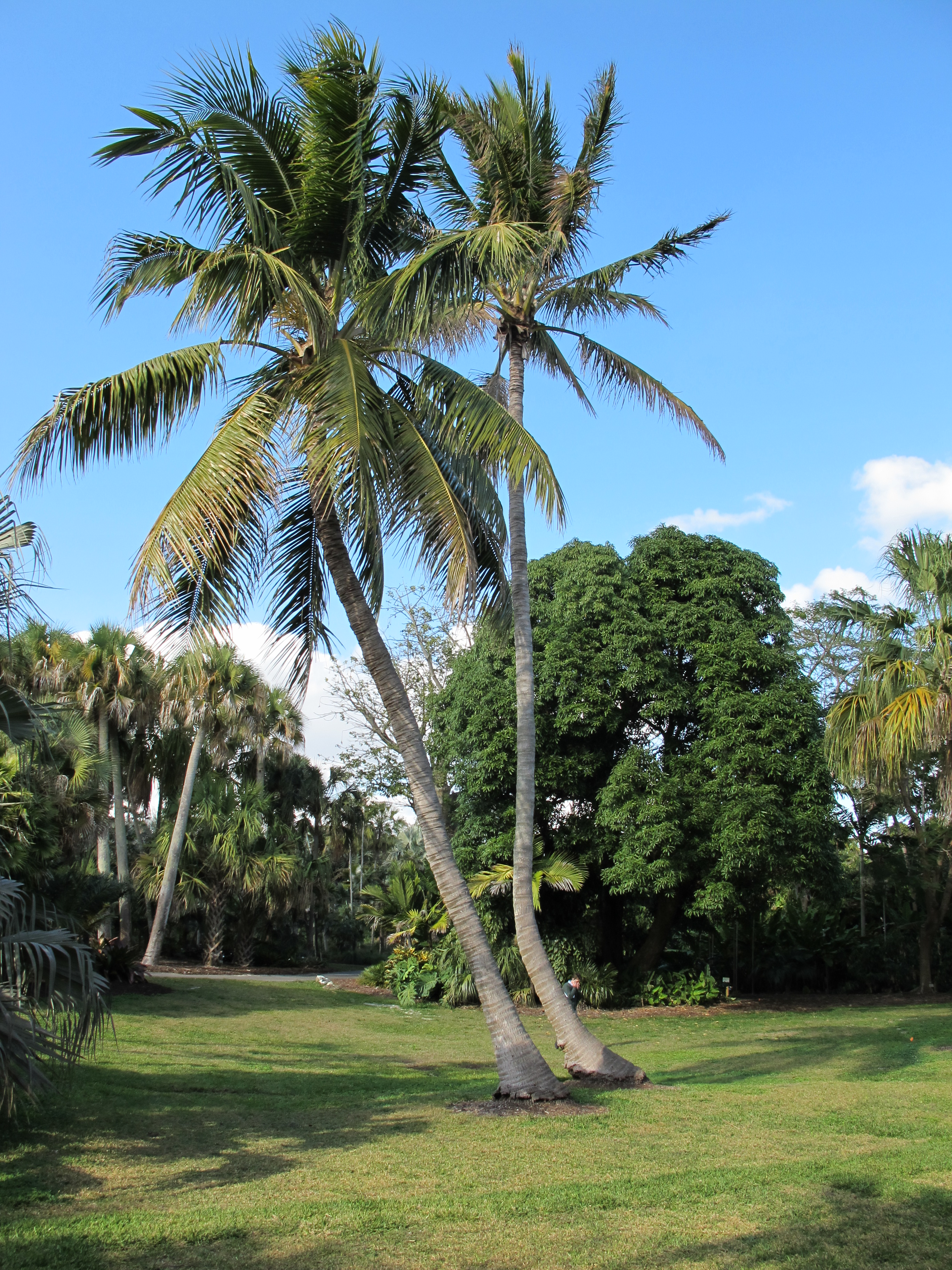
Groupe de cocotiers - Cocos nucifera
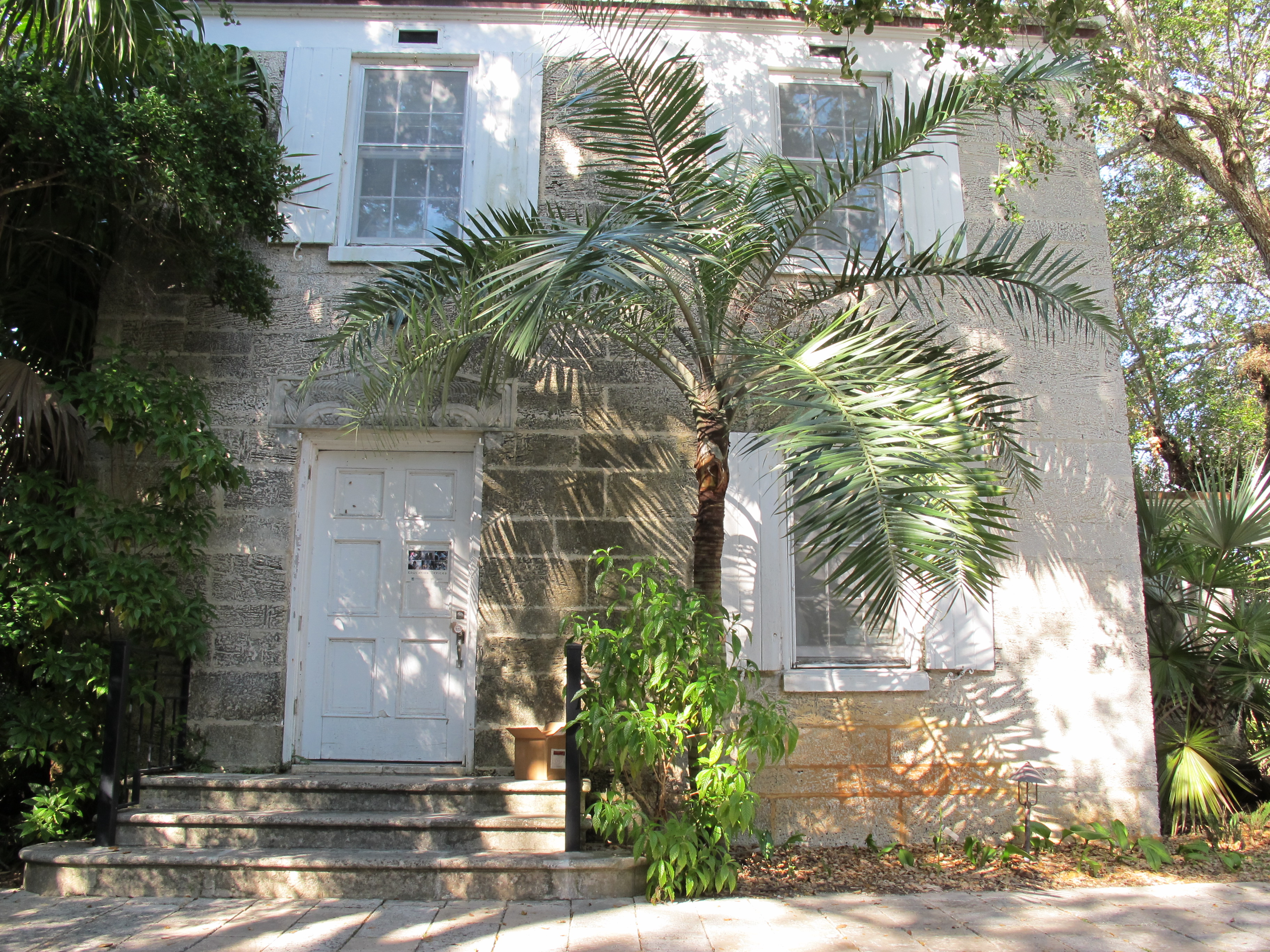
Palmier Pseudophoenix sargentii
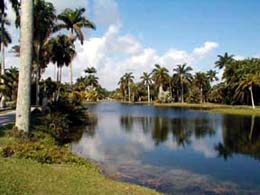
Plan d'eau du jardin
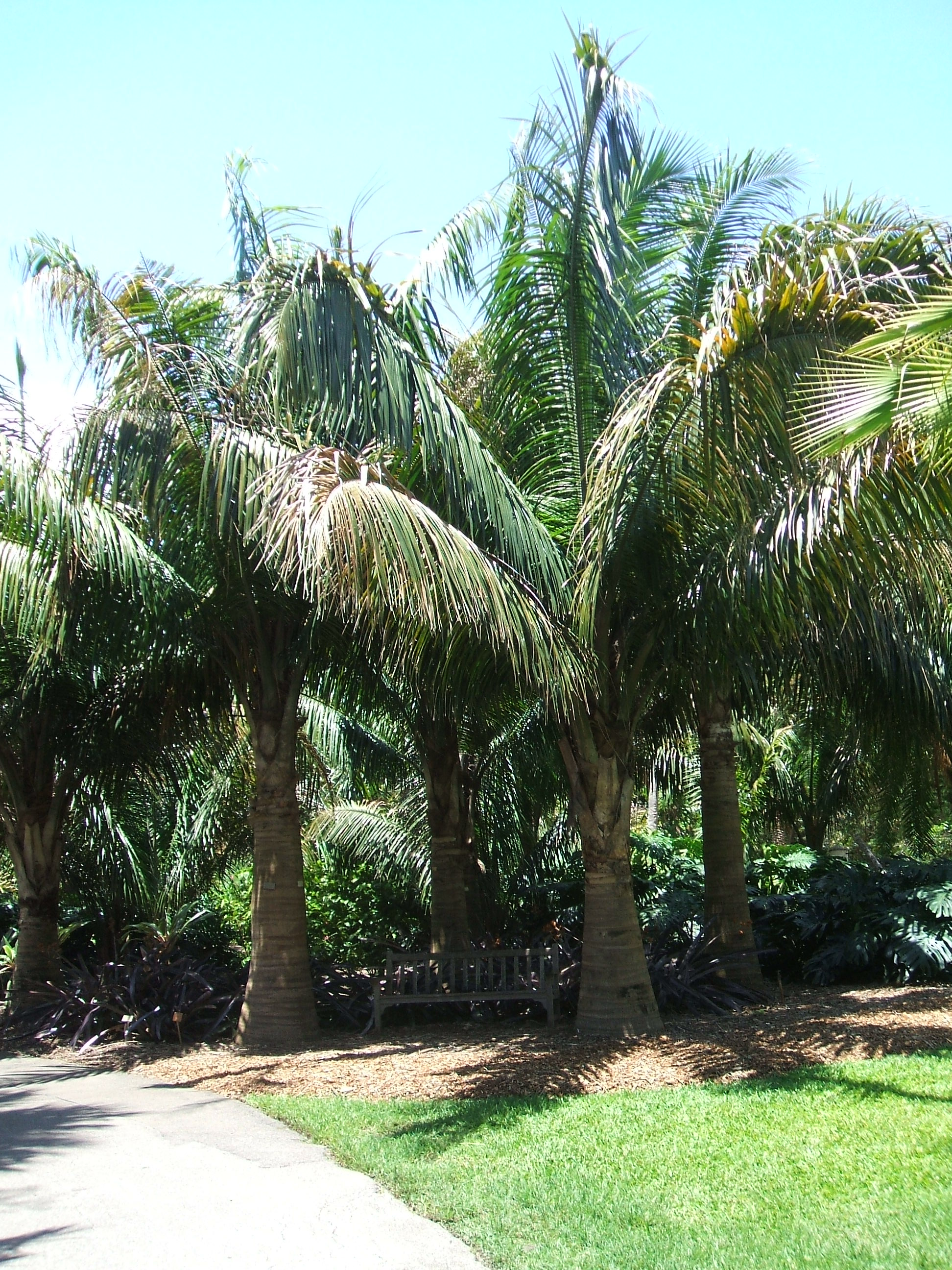
Palmier Attalea crassispatha
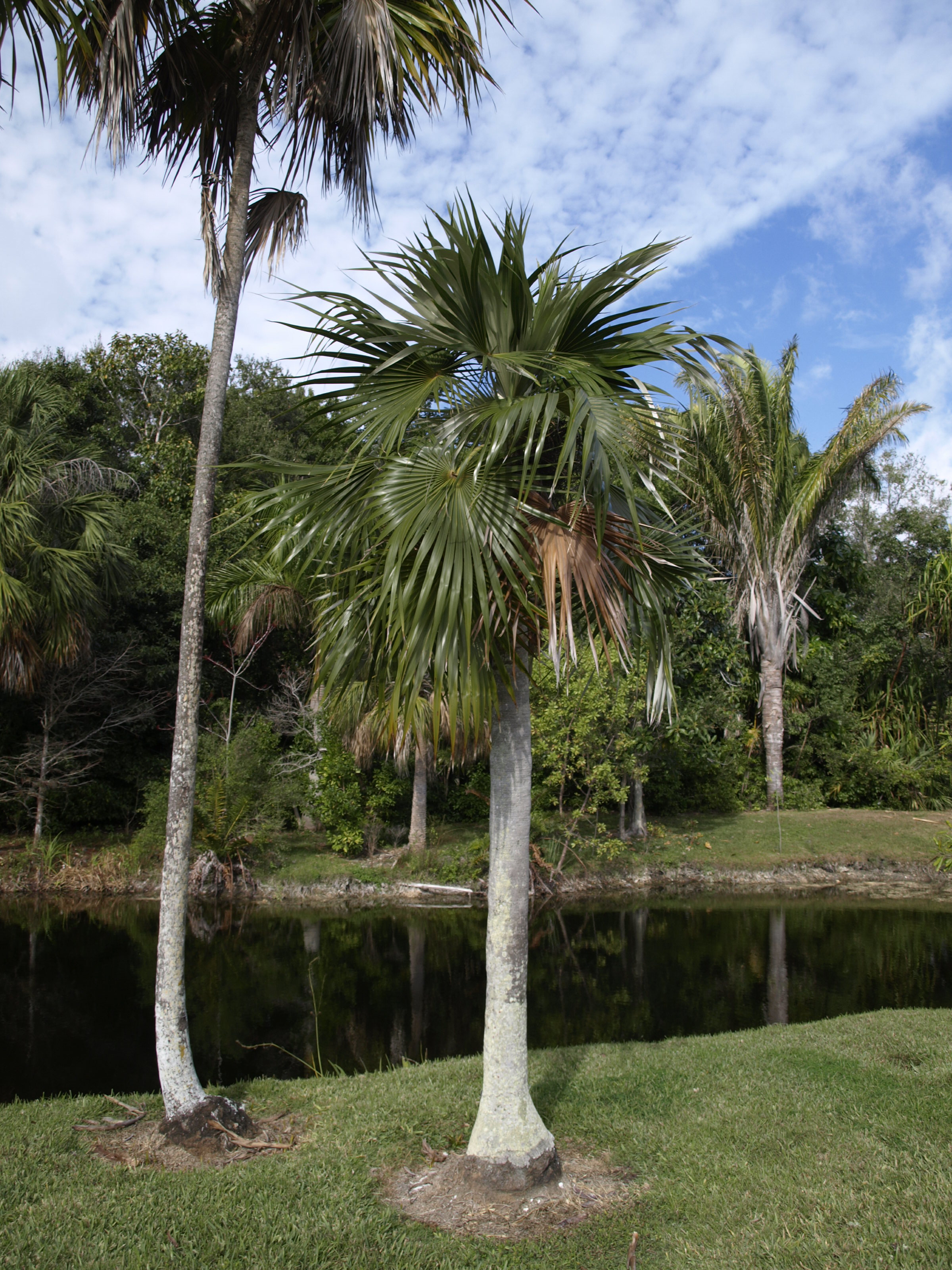
Palmier Coccothrinax readii
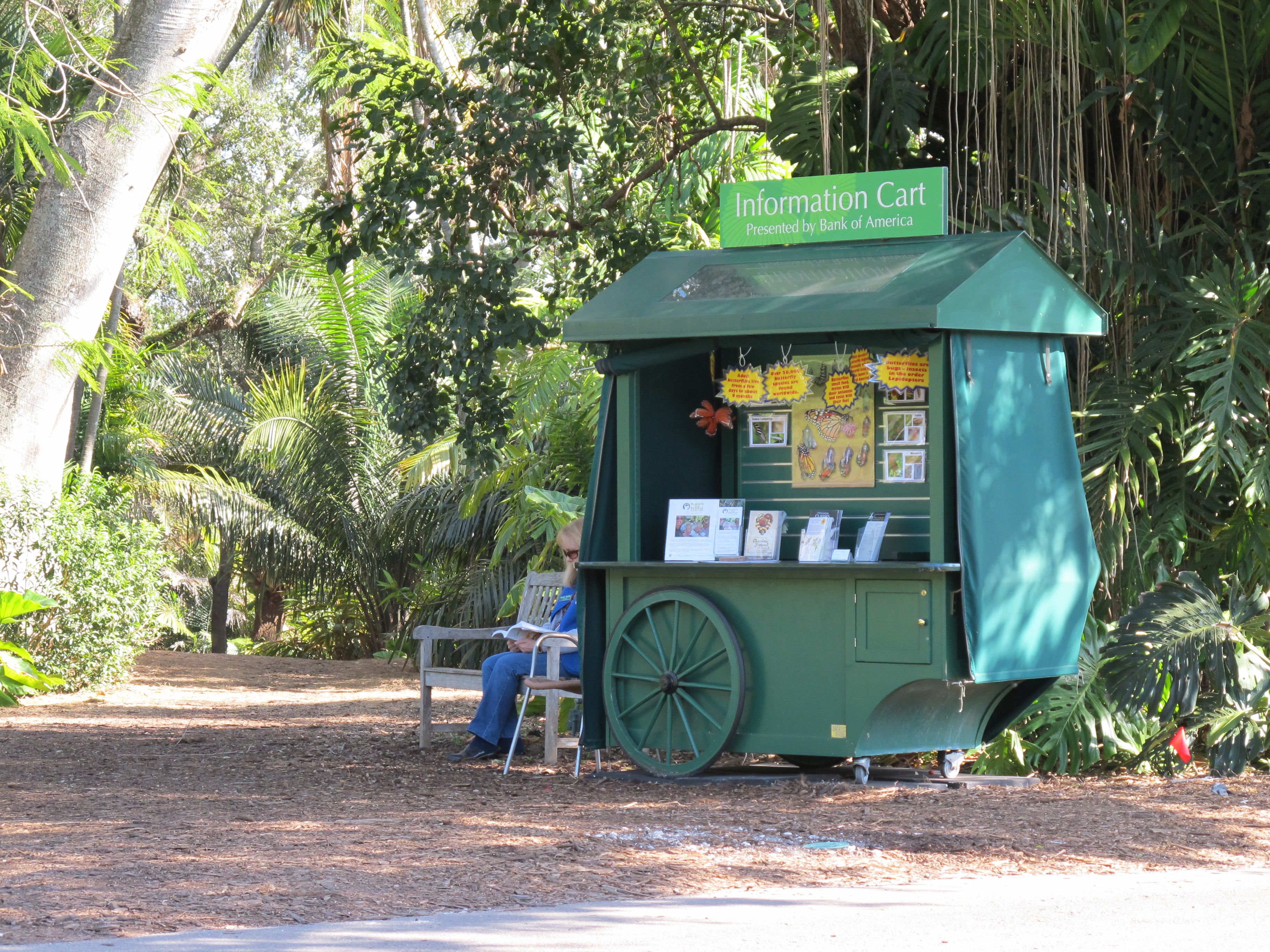
L'un des nombreux point d'information du jardin